# NGC 188
NGC 188 (ook wel OCL 309) is een open sterrenhoop in het sterrenbeeld Cepheus. NGC 188 bestaat uit ongeveer 5000 sterren en staat op ongeveer 6700 lichtjaar van de Aarde.
NGC 188 werd op 3 november 1831 ontdekt door de Britse astronoom John Herschel.